# Rishon LeZion
Rishon LeZion (em hebraico:  רִאשׁוֹן לְצִיּוֹן‎) é uma cidade de Israel, no distrito Central. A cidade tinha uma população de 224 300 habitantes no fim de 2007. Fundada em 1882 por imigrantes judeus russos, foi a segunda colônia rural judaica fundada na Palestina no Século XIX, depois de Petah Tikva.

## Cidades-irmãs
- Braşov, Romênia
- Debrecen, Hungria
- Gondar, Etiópia
- Heerenveen, Países Baixos
- Lublin, Polónia
- Lviv, Ucrânia
- MetroWest, Nova Jérsei, Estados Unidos
- Münster, Alemanha
- Nîmes, França (1986)
- Condado de Prince George's, Maryland, Estados Unidos
- Prešov, Eslováquia (2008)
- São Petersburgo, Rússia
- Teramo, Itália
- Tianjin, China